# Карнаушенко, Михаил Павлович
Михаил Павлович Карнаушенко (12 декабря 1906 г., с. Локня, Харьковская губерния, Российская империя ныне Сумского района Сумской области Украины — 21 февраля 1975 г., пгт Нововоронцовка, Украинская ССР, СССР) — командир батальона 117-го гвардейского стрелкового полка 39-й гвардейской стрелковой дивизии 8-й гвардейской армии 1-го Белорусского фронта, гвардии капитан. Герой Советского Союза (1945).

## Биография
Родился 12 декабря 1906 года в с. Локня ныне Сумского района Сумской области. Отец Михаила был бедным крестъянином. Образование Михаил имел неполное среднее. В пятнадцать лет начал батрачить, потом работал столяром, а также был на комсомольской работе. В 1931 году окончил финансовые курсы, в этом же году вступил в ВКП(б). Работал бухгалтером, позже был избран на должность председателя Краснянского сельсовета Скадовского района.
С июля 1941 года участвовал в Великой Отечественной войне. В 1942 окончил курсы командного состава. Сражался на Юго-Западном, 3-м Украинском и 1-м Белорусском фронтах.
В 1944 году, в боях возле Южного Буга был ранен и отправлен в госпиталь. Потом излечения догнал свой полк в Польше и был назначен командиром батальона.
1 августа 1944 года батальон гвардии старшего лейтенанта М. П. Карнаушенко получил приказ первым форсировать реку Вислу. Несмотря на налёты фашистской авиации и на сильнейшее сопротивление противника, комбату удалось переправить на вражеский берег батальон за короткий срок и с минимальными потерями. Пройдя водный рубеж, батальон сразу же вступил в бой с нацистами. Немцы были отброшены на 7 км, и советские войска расширили и закрепили плацдарм для дальнейшего наступления. Указом от 24 марта 1945 года за мужество и проявленный героизм в этом бою М. П. Карнаушенко был удостоен звания Героя Советского Союза с вручением ордена Ленина и медали «Золотая Звезда» (№ 7235).
Стрелковый батальон под командованием гвардии капитана Карнаушенко отличился в боях за Берлин, о чём писал в своей книге «Конец третьего рейха» маршал Советского Союза Василий Чуйков.
В мирное время жил и работал в Херсонской области в посёлке Нововоронцовка. Был председателем рыболовецкого колхоза «Заветы Ильича» (с 1960 по 1969 год), позже стал председателем исполкома поселкового совета. Умер 21 февраля 1975 года, похоронен в посёлке Нововоронцовка.

## Память
Одна из улиц Нововоронцовки носит имя М. П. Карнаушенко. На улице установлен гранитный обелиск с именем героя.

## Награды и звания
- Звание Герой Советского Союза. Указ Президиума Верховного Совета СССР от 24 марта 1945 года:
  - орден Ленина,
  - медаль «Золотая Звезда» № 7235.
- Орден Александра Невского. Приказ Военного совета 8-й гвардейской армии № 370/н от 6 октября 1944 года.
- Орден Трудового Красного Знамени.
- Орден Красной Звезды. Приказ Военного совета 8-й гвардейской армии № 203/н от 25 марта 1944 года.
- Медаль «За победу над Германией в Великой Отечественной войне 1941—1945 гг.». Указ Президиума Верховного Совета СССР от 9 мая 1945 года.
- Медаль «За взятие Берлина». Указ Президиума Верховного Совета СССР от 9 июня 1945 года.
- Медали СССР.